# Тарчизио Бертоне
Негово Високопреосвещенство Кардинал Тарчизио Бертоне SDB е италиански католически духовник, монах салезианин (SDB), бивш архиепископ на Верчели и Генуа, бивш държавен секретар на Ватикана, камерлинг на Светата Римска Църква.

## Биография
Тарчизио Бертоне е роден на 2 декември 1934 г. в Романо Канавезе, Италия.
Произхожда от многодетно семейство, той е петото от осем деца. Постъпва в Монашеското общество на отците салезианци, завършва новициата им в Монте Оливето и на 3 декември 1950 г. дава първи обети. От Салезианския богословски факултет в Торино получава научната степен лиценциат, а в Папския салезиански атенеум става доктор по църковно право. На 1 юли 1960 г. е ръкоположен за свещеник.
През 1967 г. става професор в Папския салезиански атенеум (през 1973 г. преобразуван в Папски салезиански университет), бил е там декан на Факултета по църковно право (1979 - 1985), вице ректор (1987-1989), ректор (1989 - 1991). Преподавал също и обществено църковно право в Папския латерански университет. Работил на реформата на Кодекса по църковно право и представял новата му версия по италианските енории. Изпълнявал също функцията на душевен пастир в няколко римски енории.
На 4 юни 1991 г. папа Йоан Павел II го назначава архиепископ митрополит на Верчели, ръкоположен за епископ на 1 август 1991 г. от пенсионирания епископ на Верчели Албино Менса. Ръководил архиепархията само 4 години, понеже от 13 юни 1995 г. става секретар на Конгрегацията за доктрината на вярата. Папа Йоан Павел II го упълномощава да обяви третата тайна на Фатима. На 10 декември 2002 г. става архиепископ митрополит на Генуа.
На 21 октомври 2003 г. архиепископ Тарчизио Бертоне е назначен кардинал-презвитер на „Санта Мария Аусилиатриче“ на Виа Тусколана (тази титла се преписва по принцип на кардинал-дякон, но е въздигната до презвитерската титла pro hac vice). През февруари 2005 г. е специален пратеник на папата в Коимбра, Португалия, за погребението на босата кармелитка сестра Лучия, последната свидетелка на явлението на Дева Мария във Фатима.
На 22 юни 2006 г. е назначен за държавен секретар на Ватикана на мястото на пенсионирания кардинал Анджело Содано. Предаването на функцията настъпи на 15 септември 2006 г. Кардинал Бероне приключи своя мандат като държавен секретар на 15 октомври 2013 г.